# Yavarí (canhoneira)

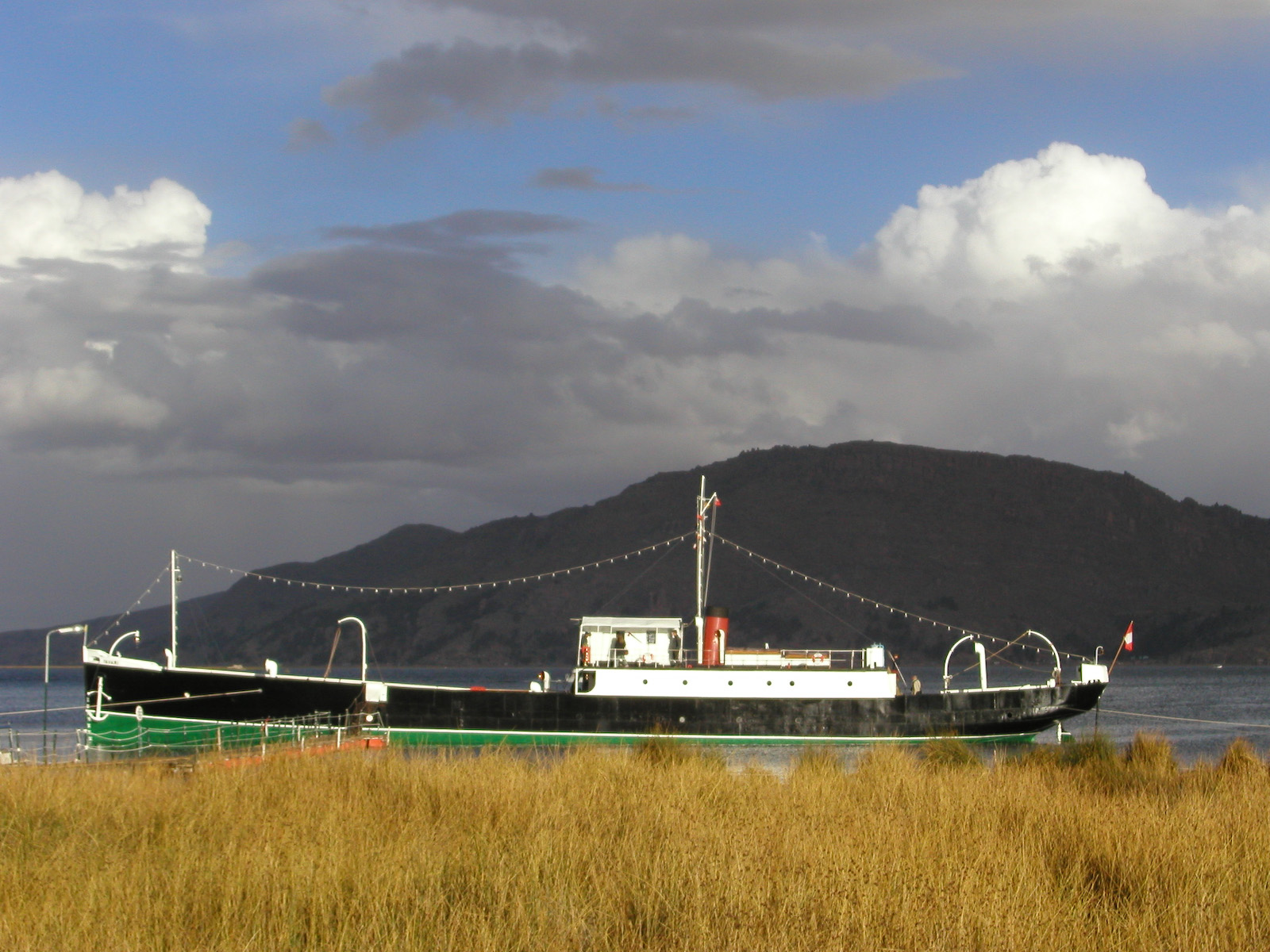
Barco histórico Yavarí de Puno, às margens do Lago Titicaca.

O Yavarí era uma canhoneira peruana. Foi originalmente construído pelo governo, em 1861, destinado a servir como um barco de guerra. Opera atualmente como um museu, estando localizado na cidade de Puno, às margens do Lago Titicaca, na fronteira entre Peru e Bolívia.
Em 1861, Ramón Castilla solicitou a construção do Yavarí. Em 25 de dezembro de 1870, a embarcação foi lançada ao lago Titicaca. Em 1890 tornou-se propriedade da Corporação peruana. Atualmente, é um museu.